# Französischer Humanismus

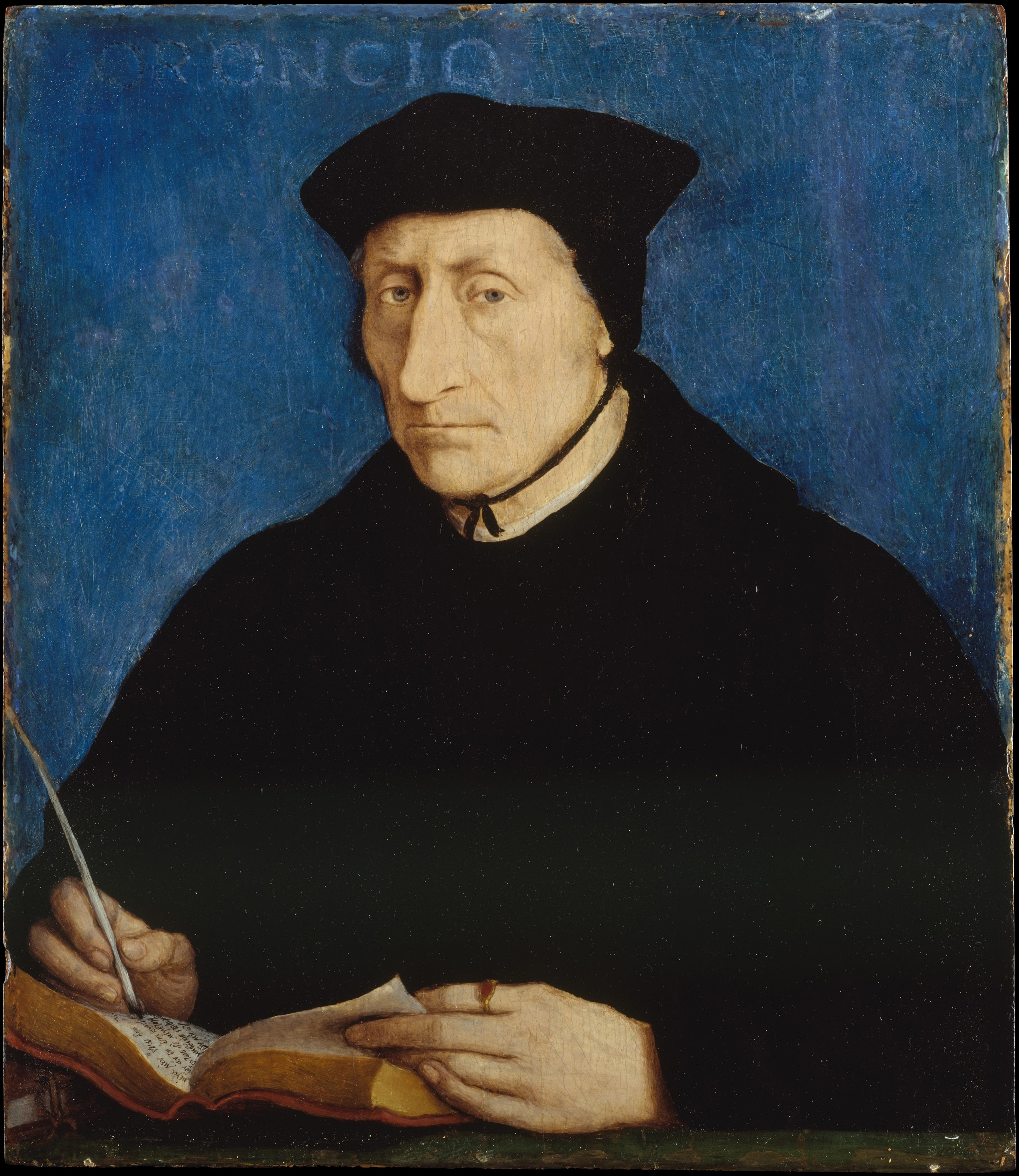
Guillaume Budé, porträtiert von Jean Clouet

Französischer Humanismus ist die Bezeichnung für den Renaissance-Humanismus in Frankreich. Er entstand unter dem Einfluss des italienischen Humanismus und in Auseinandersetzung mit ihm. Wie überall in Europa waren auch in Frankreich die Humanisten Vorkämpfer einer literarischen Bildungsbewegung, die eine Orientierung an „klassischen“ antiken Vorbildern forderte und das Bildungswesen vom dominierenden Einfluss der spätmittelalterlichen Scholastik befreien wollte. 
Francesco Petrarca (1304–1374), die Leitfigur des frühen italienischen Humanismus, verbrachte einen großen Teil seines Lebens in Frankreich. Er polemisierte gegen die französische Kultur, die er für minderwertig hielt. Nach seiner Ansicht gab es damals in Frankreich keine Redner und Dichter, also keine Bildung im humanistischen Sinne. Petrarcas Kritik rief heftige Reaktionen französischer Gelehrter hervor. Schon in dieser Kontroverse zeigte sich ein nationalistischer Zug im französischen Humanismus und ein Spannungsverhältnis zwischen französischen und italienischen Gelehrten.  
Obwohl die Kulturgeschichte Frankreichs (und bereits des Fränkischen Reichs auf später französischem Gebiet) schon im Mittelalter Phasen einer intensiven Hinwendung zu antiken Vorbildern aufwies, die mitunter irreführend als „Renaissancen“ bezeichnet werden („Karolingische Renaissance“, „Renaissance des 12. Jahrhunderts“), konnte der Renaissance-Humanismus in Frankreich erst ab dem späten 14. Jahrhundert Fuß fassen. Seine ersten bedeutenden Vertreter waren der berühmte Gelehrte und Prediger Nikolaus von Clamanges († 1437), der ab 1381 am Collège de Navarre Rhetorik unterrichtete, und der Kanzlist Jean de Montreuil. Sie bewunderten Cicero und ahmten seine Beredsamkeit nach. 
Als hemmende Faktoren machten sich im kulturellen Leben die Wirren des Hundertjährigen Krieges stark bemerkbar. Erst nach dem Ende der Kämpfe blühte der Humanismus ab der Mitte des 15. Jahrhunderts auf. Bahnbrechend waren die Leistungen des Rhetoriklehrers Guillaume Fichet, der in Paris die erste Druckerei einrichtete und 1471 ein Rhetoriklehrbuch veröffentlichte, und seines Schülers Robert Gaguin († 1501), der an der Pariser Universität Rhetorikprofessor war und sich nachdrücklich für die Ersetzung mittelalterlicher Bildungsinhalte durch humanistische einsetzte. Gaguin verfasste die erste Darstellung der französischen Geschichte aus humanistischer Sicht. Wesentliche Impulse kamen von den zahlreichen italienischen Humanisten, die sich zeitweilig oder dauerhaft in Paris aufhielten, darunter Publio Fausto Andrelini († 1518), der an der Sorbonne Rhetorik unterrichtete und Hofdichter König Karls VIII. wurde, dessen Italienfeldzug er verherrlichte. Der griechische Humanist Janos Laskaris († 1534), der sich schon in Italien als Herausgeber klassischer griechischer Literatur hervorgetan hatte, übersiedelte 1496 für einige Jahre nach Paris, wo er die neuplatonisch orientierte Strömung des italienischen Humanismus einführte.      
Große Verdienste um die Altertumswissenschaft in Frankreich erwarb sich Jacques Lefèvre d’Étaples († 1536), insbesondere durch seine Tätigkeit als Herausgeber, Übersetzer und Kommentator der Werke des Aristoteles. Außerdem gehörte er zu den führenden Fachleuten auf dem Gebiet der humanistischen Bibelforschung (Bibelhumanismus). Zu den bedeutendsten humanistischen Altertumswissenschaftlern zählte Guillaume Budé (1468–1540), der bei Laskaris studiert hatte. Er erforschte die Überlieferung des römischen Rechts mit philologischen Mitteln und schrieb eine wegweisende Untersuchung über das römische Münzwesen. Außerdem trat er als Gräzist und als Organisator des französischen Humanismus hervor. Auf seine Initiative ging die Gründung des Collège Royal (des späteren Collège de France) zurück, das zu einem bedeutenden Zentrum des Humanismus wurde. Das Collège Royal bildete einen Gegenpol zur antihumanistischen Strömung an der Pariser Universität, deren Vertreter konservative Theologen waren. Budé war wie viele französische Humanisten ein eifriger Nationalist und Verkünder der Größe Frankreichs. Politisch und kulturell nationalistisch gesinnt war auch der bedeutende humanistische Dichter und Schriftsteller Jean Lemaire de Belges. Er trat in der Schrift „La concorde des deux langages“ (1511) für die Gleichwertigkeit des Französischen und des Italienischen ein, was nach humanistischen Maßstäben eine Aufwertung des Französischen bedeutete. 
König Franz I., der von 1515 bis 1547 regierte, galt zu seiner Zeit als der bedeutendste Förderer des französischen Humanismus.